# Pommery und Putenbrust
Pommery und Putenbrust ist ein deutscher Weihnachtsfilm von Manfred Stelzer aus dem Jahr 2002. Es handelt sich um den Pilotfilm zur dreiteiligen Fernsehreihe Pommery. Die Erstausstrahlung erfolgte am 22. Dezember 2002 zur Hauptsendezeit im ZDF.

## Handlung
Lehrerin Luise Fischbach liest im Unterricht die Aufsätze ihrer Schüler und stößt dabei auf einen besonders bewegenden Weihnachtsaufsatz des Jungen Franz, der keine Familie hat und sich nach Gemeinschaft sehnt. Aus Sentimentalität und dem Wunsch nach einem echten Fest der Familie verzichtet Luise auf den alljährlichen Skiurlaub und beschließt, alle Angehörigen zu sich nach Hause einzuladen, um gemeinsam unter dem Weihnachtsbaum zu feiern.
Zunächst zeigt sich Luises Ehemann Gideon wenig begeistert von den Plänen, denn er hätte sich lieber mit den beiden gemeinsamen Töchtern ins verschneite Gebirge begeben. Luise setzt sich jedoch durch, ohne auf Widerstand ihres Mannes oder der Kinder zu achten. Am Tag vor Weihnachten treffen nacheinander die Eingeladenen ein:
- Ihr Bruder Frieder, ein erfahrener Bastler und Besserwisser, bringt seine Frau Carina mit, die beständig praktische Vorschläge unterbreitet.
- Ihre Schwester Jasmin erscheint an der Seite ihres Ehemanns, einem Schönheitschirurgen, der Jasmin äußerlich völlig neu „designt“ hat und kaum wiederzuerkennen ist.
- Schließlich holt das Paar die überspannte, künstlerisch ambitionierte Mutter Ruth vom Busbahnhof ab, die sich ungefragt in alle Vorbereitungen einmischt.
- Zuletzt gesellt sich auch Franz, der Schüler mit dem rührenden Aufsatz, hinzu, da Luise ihn aus Mitgefühl eingeladen hat.

Die anfänglich zurückhaltende Harmonie zerbricht rasch in einer Reihe punktierter Attacken auf menschliche Macken: Geschenke sorgen für spöttische Kommentare, Konflikte über die festliche Tischdekoration und die Auswahl der Weihnachtslieder führen zu erbitterten Wortgefechten, und ein unbedachter Funke lässt den Weihnachtsbaum in Flammen aufgehen. Als dann auch noch der Familienhund ins Wohnzimmer stürmt, gerät das gesamte Fest außer Kontrolle.
Trotz sämtlicher Turbulenzen sammelt Luise schließlich alle um den ausgebrannten Baum. Das traditionelle Menü aus Pommery-Champagner und Putenbrust, das sie als Symbole des Beisammenseins vorbereitet hatte, wird serviert und markiert den Höhepunkt des chaotischen Ereignisses, ohne dass ein klärendes Ende oder eine versöhnliche Rede folgt. Stattdessen endet der Abend in aller Unordnung, die Familie bleibt in ihrem Zusammenhalt gefangen.

## Produktionsnotizen
Für die Produktion Pommery und Putenbrust zeichnete die Ziegler Film unter Federführung der Produzentinnen Regina Ziegler und Winka Wulff verantwortlich. Die Erstausstrahlung erfolgte am 22. Dezember 2002 zur Hauptsendezeit im ZDF.